# Augustin de l'Espinasse
Pour les articles homonymes, voir Lespinasse.
Augustin de l'Espinasse, né à Pouilly-sur-Loire (Nièvre) le 8 octobre 1736 et mort à Paris le 21 novembre 1816, est un général français de la Révolution et de l’Empire.

## Biographie
Fils de François-Edme de l'Espinasse, écuyer, sieur des Pivotins (Vielmanay, Nièvre), et de dame Marie Fouineau, et frère de Louis-Nicolas de Lespinasse, Augustin sert d'abord dans les Mousquetaires noirs de la maison du roi et entre ensuite, en 1769, dans les carabiniers en qualité de cornette.
Aide de camp du colonel marquis de Poyanne, il fait en cette qualité les dernières campagnes de la guerre de Sept Ans et, après la paix de 1763 il est réformé et entre dans l'artillerie, où il devient lieutenant dans le courant de la même année.
Le duc de Choiseul, alors ministre de la Guerre, rend justice à son mérite en le chargeant de composer un Traité sur la Théorie et la pratique de la trigonométrie et sur celle du nivellement, imprimé en 1768.
Il a été fait capitaine le 24 mars 1767. Un avancement aussi rapide lui fait des envieux et il a à soutenir plusieurs duels dans lesquels il se montre brave et généreux. Attaché à la place de Strasbourg, il a bientôt l'inspection des manufactures de Saint-Étienne et de Maubeuge.
Major le 25 mai 1788, il est chargé par le ministre de la guerre d'établir un dépôt central d'artillerie à La Charité-sur-Loire, projet que la Révolution française fait avorter.
Nommé colonel le 1er janvier 1791 du 5e régiment d'artillerie à pied, il commande en second l'artillerie à l'armée du Rhin. Envoyé à l'armée des Pyrénées-Occidentales avec le grade de chef de brigade du 2e régiment d'artillerie à pied le 26 mars 1793, il se distingue à la bataille du camp des Sans Culottes, et reçoit en récompense le grade de général de brigade le 18 février 1794, que lui confèrent les représentants du peuple à cette armée.
Suspendu de ses fonctions par le Comité de salut public, puis rappelé à l'armée qu'il vient de quitter, il sert sous le général Muller et reçoit l'ordre de bombarder Fontarabie : il prend Bera, passe la Bidassoa sous le feu de l'ennemi, sauve le parc d'Irun, et le 14 thermidor an II Fontarabie est aux Français.
Il est élevé au grade de général de division le 9 juin 1794 par les représentants, mais le ministre ne le reconnaît pas dans ce grade et le laisse sans emploi.
Envoyé quelque temps après par le Directoire, en Italie, il arrive à Milan au moment où le général en chef Napoléon Bonaparte vient de décider le siège de cette ville ; et les moyens d'attaque en les comparant aux ressources de la défense étant de très mince importance, la reddition de la citadelle, après onze jours de tranchée ouverte, fait le plus grand honneur au général Lespinasse.
Il concourt aux victoires de Castiglione, de Seravole, de Rovereto, aux deux attaques de Saint-Georges, au blocus de Mantoue, à Arcole, où il se couvre de gloire (expressions du bulletin). Llorsque Berthier marche sur Rome pour venger Duphot, l'Espinasse commande l'artillerie ; enfin, à la suite de la bataille de Rivoli, le général Bonaparte demande et obtient pour lui le grade de général de division.
Rentré en France, on lui confie le commandement en chef de l'artillerie de l'armée d'Angleterre, et il concourt avec le général Hédouville aux négociations de la paix avec les insurgés de la Bretagne.
Le premier Consul le fait entrer au Sénat conservateur, et quelques mois plus tard, en l'an VIII, il publie un Essai sur l'organisation de l'arme de l'artillerie, dont il a conçu l'idée à l'armée du Rhin, et qu'il a appliquée à l'armée des Pyrénées-Occidentales ; mais il n'a mis la dernière main à son travail qu'à l'armée d'Italie, lorsqu'il a combiné sa pensée avec les principes du général en chef, principes qu'il a adoptés d'une manière absolue : « Organisons, disait-il, l'arme de l'artillerie, non comme elle devrait être organisée pour vaincre, mais comme elle avait vaincu, dirigée par ce grand capitaine. »

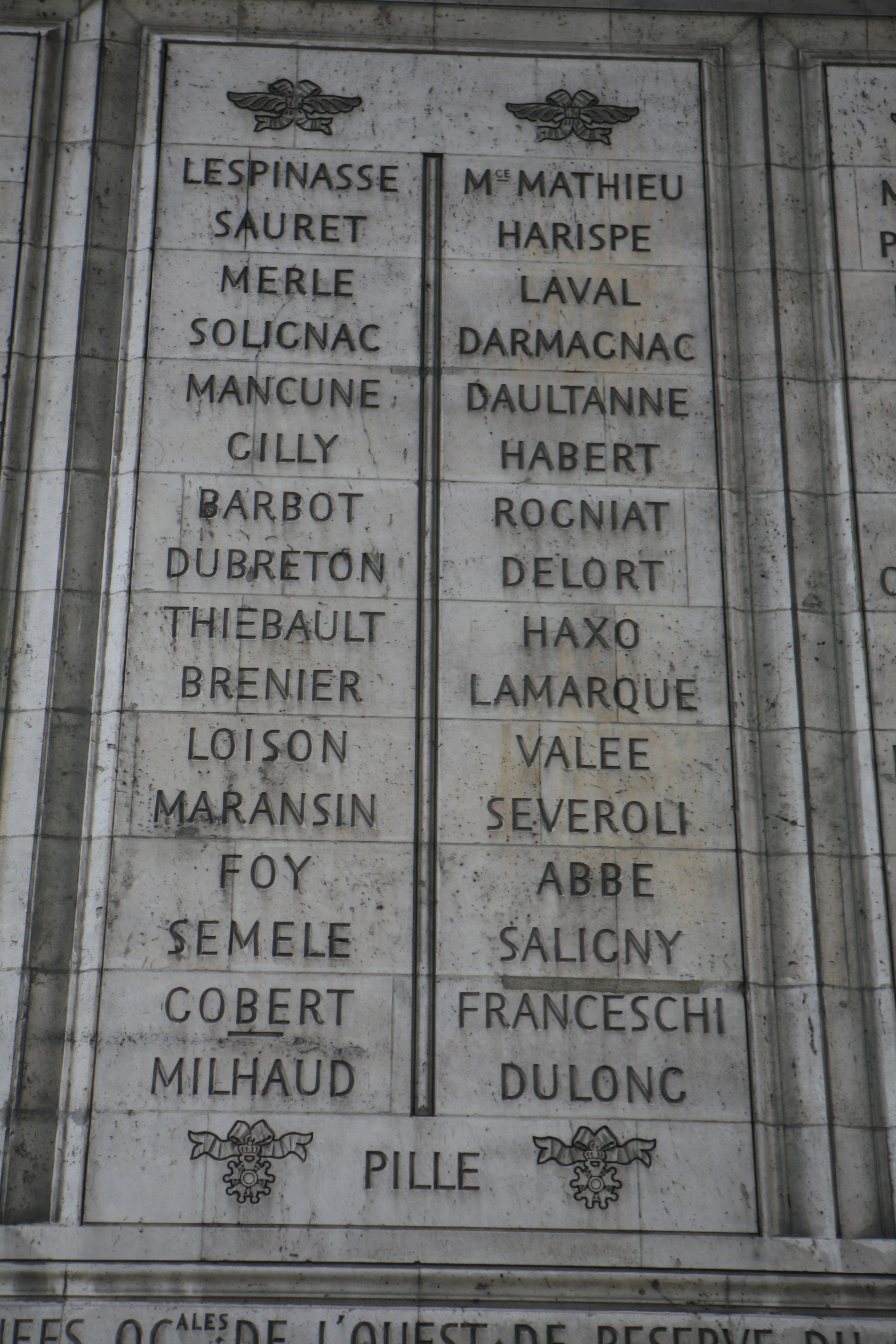
Noms gravés sous l'arc de triomphe de l'Étoile : pilier Ouest, 35e et.

Nommé membre et grand officier de la Légion d'honneur, les 9 vendémiaire et 25 prairial an XII (14 juin 1804), l'Empereur lui donne par décret du 2 du même mois la sénatorerie de Pau, et plus tard celle de Dijon, et le nomme président du collège électoral de la Nièvre.
Commandeur de la Couronne de Fer en 1807 et comte de l'Empire le 23 mai 1808, le général l'Espinasse est un de ceux qui votent la déchéance de l'Empereur.
Louis XVIII le nomme Pair de France le 4 juin 1814, et chevalier de Saint-Louis. Napoléon n'ayant pas jugé à propos de le rappeler à lui, il est mort à Paris le 23 novembre 1816. Il est inhumé au cimetière du Père-Lachaise.
On lui doit les embellissements du jardin du Luxembourg.